# Red de Vigilancia Espacial de los Estados Unidos

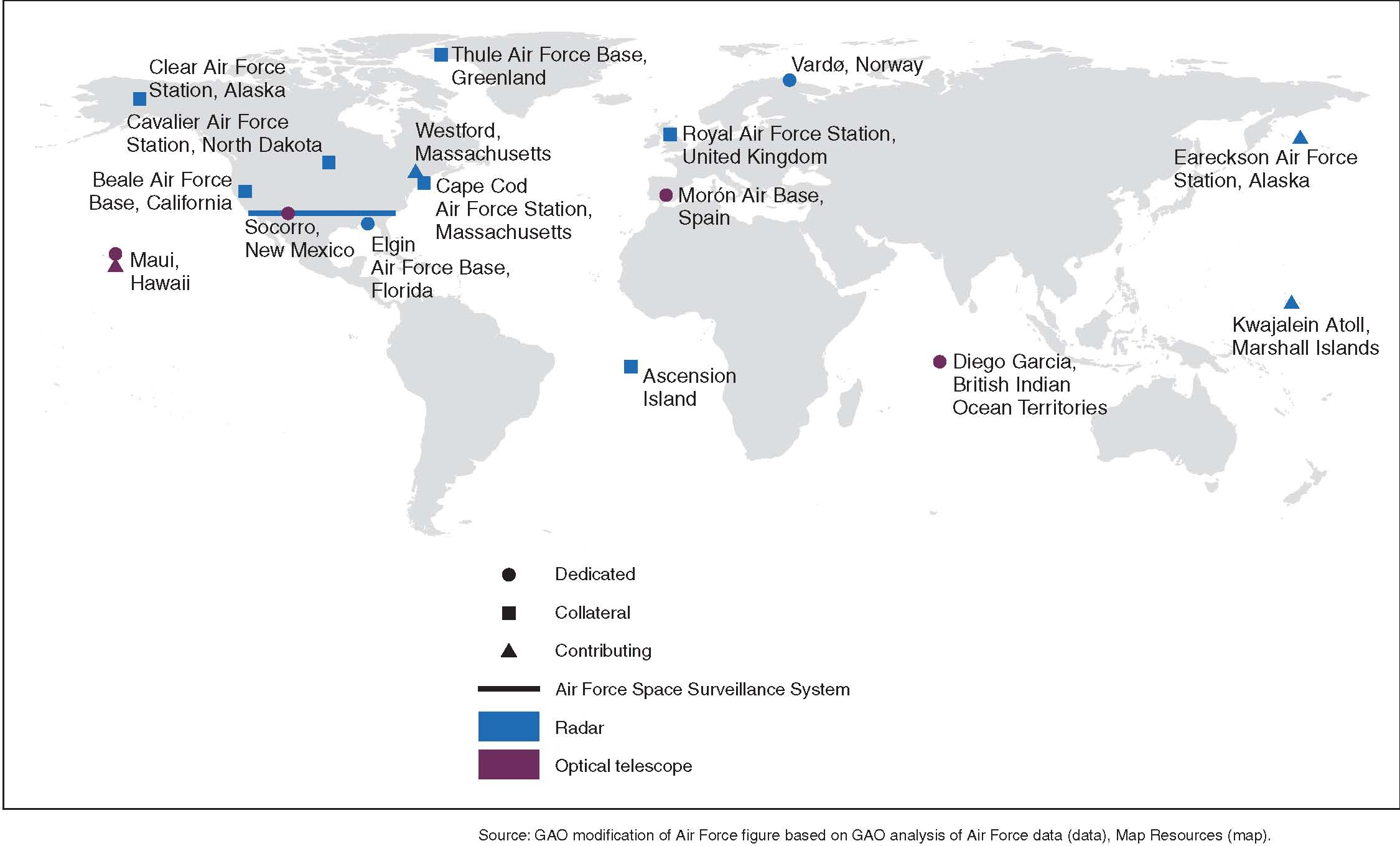
Ubicaciones de sensores de la red

La Red de Vigilancia Espacial de Estados Unidos detecta, rastrea, cataloga e identifica objetos artificiales que orbitan la Tierra, p. Ej. satélites activos / inactivos, cuerpos de cohetes gastados o escombros de fragmentación. El sistema es responsabilidad del Comando de Componente Funcional Conjunto para el Espacio, parte de la Fuerza Espacial de los Estados Unidos (anteriormente USSPACECOM (Comando Espacial de los Estados Unidos)).
La vigilancia espacial logra lo siguiente:
- Predecir cuándo y dónde un objeto espacial en descomposición volverá a entrar en la atmósfera terrestre;
- Evitar que un objeto espacial que regresa, que al radar parece un misil, active una falsa alarma en los sensores de advertencia de ataque con misiles de los EE. UU. y otros países;
- Trazar la posición actual de los objetos espaciales y trazar sus trayectorias orbitales anticipadas;
- Detecta nuevos objetos artificiales en el espacio;
- Mapear correctamente los objetos que viajan en la órbita de la Tierra;
- Producir un catálogo continuo de objetos espaciales artificiales;
- Determinar la propiedad de un objeto espacial que vuelve a entrar;
- Informar a la NASA si los objetos pueden interferir con la Estación Espacial Internacional o las órbitas de los satélites.
- El comando lleva a cabo estas tareas a través de su Red de Vigilancia Espacial (SSN) operada por el Ejército, la Armada y la Fuerza Aérea de los EE. UU., Más de 30 radares terrestres y telescopios ópticos en todo el mundo, además de 6 satélites en órbita. Al 23 de junio de 2019, el catálogo elaborado con datos SSN enumeraba 44.336 objetos, incluidos 8.558 satélites lanzados a órbita desde 1957. 17.480 de ellos fueron objeto de seguimiento activo, mientras que 1.335 se perdieron.  El resto ha vuelto a entrar en la atmósfera turbulenta de la Tierra y se ha desintegrado, o ha sobrevivido al reingreso e impactado la Tierra. El SSN normalmente rastrea objetos espaciales que tienen 10 centímetros de diámetro (tamaño de una pelota de béisbol) o más.  La red de vigilancia espacial tiene numerosos sensores que proporcionan datos. Están separados en tres categorías: sensores dedicados, sensores colaterales y sensores auxiliares. Tanto los sensores dedicados como los colaterales son operados por el USSPACECOM, pero mientras que los primeros tienen el objetivo principal de adquirir datos SSN, los segundos obtienen datos SSN como objetivo secundario. Los sensores auxiliares no son operados por USSPACECOM y generalmente realizan vigilancia espacial colateralmente. Además, los sensores se clasifican como seguimiento cercano a la Tierra (NE): observación de satélites, desechos espaciales y otros objetos en órbitas inferiores, o espacio profundo (DS), generalmente para asteroides y cometas.

### Sensores dedicados
- Sitios de vigilancia electroóptica del espacio profundo en tierra (GEODSS)
- Telescopio de vigilancia espacial (SST)
- MOSS: un sistema de vigilancia electroóptico (E-O) ubicado en la Base Aérea de Moron, España
- Radar GLOBUS II[1]
- Radar de seguimiento espacial AN / FPS-85
- Sistema de vigilancia espacial de la Fuerza Aérea AN / FPS-133, también conocido como Space Fence y su reemplazo Space Fence
- Experimento espacial de medio curso (MSX) / satélites visibles basados en el espacio (SBV)

### Sensores colaterales
- Telescopio del Sistema de Vigilancia Espacial de Maui (MSSS) y del Sistema Electro-Óptico Avanzado (AEOS), co-ubicado con una estación GEODSS en Maui, Hawaii
- Radar de imágenes satelitales de banda ultra ancha Haystack (HUSIR), radar auxiliar Haystack (HAX) y radar Millstone Hill
- Radares ALTAIR y ALCOR en el sitio de prueba de defensa de misiles balísticos Ronald Reagan, atolón Kwajalein
- Radar de rango de ascensión, ubicado en el rango de elevación espacial del este
- Prototipo de radar terrestre (GBR-P), ubicado en el sitio de prueba de defensa de misiles balísticos Ronald Reagan, atolón de Kwajalein
- Sensores auxiliares
- Sistema de radar de arreglo en fase de estado sólido (SSPARS) / Sistema de radar de alerta temprana actualizado (UEWR) AN / FPS-132, implementado en varios sitios
- AN / FPS-108 Cobra Dane
- Sistema de caracterización de radar de adquisición de perímetro AN / FPQ-16 (PARCS)

## Sensor visible basado en el espacio (SBV)
El SSN incluía un sensor espacial, el sensor visible basado en el espacio (SBV), llevado a la órbita a bordo del satélite Midcourse Space Experiment (MSX) lanzado por la Organización de Defensa contra Misiles Balísticos en 1996. Fue retirado del servicio el 2 de junio de 2008.
El satélite Pathfinder de Space Based Space Surveillance (SBSS) ahora realiza la misión que antes manejaba el MSX SBV.
El satélite militar canadiense Sapphire, lanzado en 2013, también aporta datos al SSN.